# Знамя парижских коммунаров

Знамя парижских коммунаров. 64х102,5 см. Фонд Государственного исторического музея.

Красное Зна́мя пари́жских коммуна́ров — боевое знамя одного из батальонов Парижской коммуны 1871 года, под которым происходили последние бои Коммуны в парижских кварталах Бельвиль и Пер-Лашез.
В 1924 году, в связи со смертью создателя и главы СССР Владимира Ильича Ленина, жизнь и борьба которого была неразрывно связана с делом Коммуны, Французская коммунистическая партия приняла решение передать реликвию Московскому комитету РКП(б), и с тех пор она хранится в Москве.

## История
Красное знамя было поднято революционной Парижской коммуной в 1871 году. После поражения коммуны и массовой расправы над её участниками, спасённое одним из рабочих знамя, под которым происходили последние сражения коммуны — в XX округе Парижа, в кварталах Бельвиль и Пер-Лашез, — было тайно вывезено в Лондон, где его хранителем стал деятель Парижской коммуны Эдуар Вайян. В 1880 году, после принятого под давлением общественности закона об амнистии участников коммуны, Вайян вернулся в Париж и передал Знамя социалистам Бельвиля, после чего реликвия 44 года хранилась в XX округе Парижа. Когда в 1920 году была создана Французская коммунистическая партия, знамя перешло к ней. Хранение Знамени было поручено старому бойцу Коммуны Фуркаду. С 1921 года Знамя было выставлено в помещении секции ФКП XX округа на улице Пиа, 28.

### Передача знамени в СССР
После смерти и похорон основателя СССР Владимира Ильича Ленина Коммунистическая партия Франции, завоевавшая в 1924 году 26 мест на выборах в Национальное собрание, приняла весной решение передать пробитое пулями Знамя коммуны в московскую организацию РКП(б). Перед его отправкой в Москву жители Сенского округа Парижа провели 24 мая в Бельвиле, в зале кооператива «Бельвиль», перед Знаменем, под которым именно в этом районе произошли последние бои Коммуны, демонстрацию, дав перед ним клятву всеми силами защищать дело трудящихся и русскую революцию. После неё, 25 мая 1924 года на кладбище Пер-Лашез, у Стены коммунаров, у которой были расстреляны последние бойцы Коммуны, состоялась крупнейшая, стотысячная демонстрация парижского пролетариата, торжественно повторившая перед Знаменем клятву посвятить всю свою жизнь революционной борьбе.
Старый боец Коммуны Анри Фуркад написал от имени XX округа Парижа письмо:
20-й район коммунистической организации Сенского округа Парижа единогласно постановил вручить коммунистам Москвы знамя одного из батальонов Парижской коммуны.
Это знамя, товарищи, — настоящее знамя повстанцев, сделанное из простой красной материи, не носящее никакой надписи, — это знамя побывало в огне баррикад, вокруг него собрались последние защитники Парижской коммуны в кварталах Бель-Виль и Пер-Ляшез. 20-й район дорожит тем, что вы, товарищи московские коммунисты, узнали настроение его членов, и уверен, что Вы с радостью примете на себя хранение знамени коммунаров, придавая ему всё его революционное значение.

20-й район доверяет вам хранение этого символа боёв парижского пролетариата и обещает упорной и методической работой способствовать скорому наступлению того часа, когда московские братья смогут вернуть это знамя в Парижскую коммуну после того, как будут отомщены версальские преступления.
В Москве торжественную церемонию передачи Знамени приурочили к концу работы V конгресса Коминтерна. Для подготовки торжеств был создан специальный штаб, во главе которого стал Клим Ворошилов, и работу которого организовывали комендант Кремля Р. А. Петерсон, комендант Москвы Н. А. Яковлев, и др. В организации и проведении торжеств участвовали части Красной Армии.

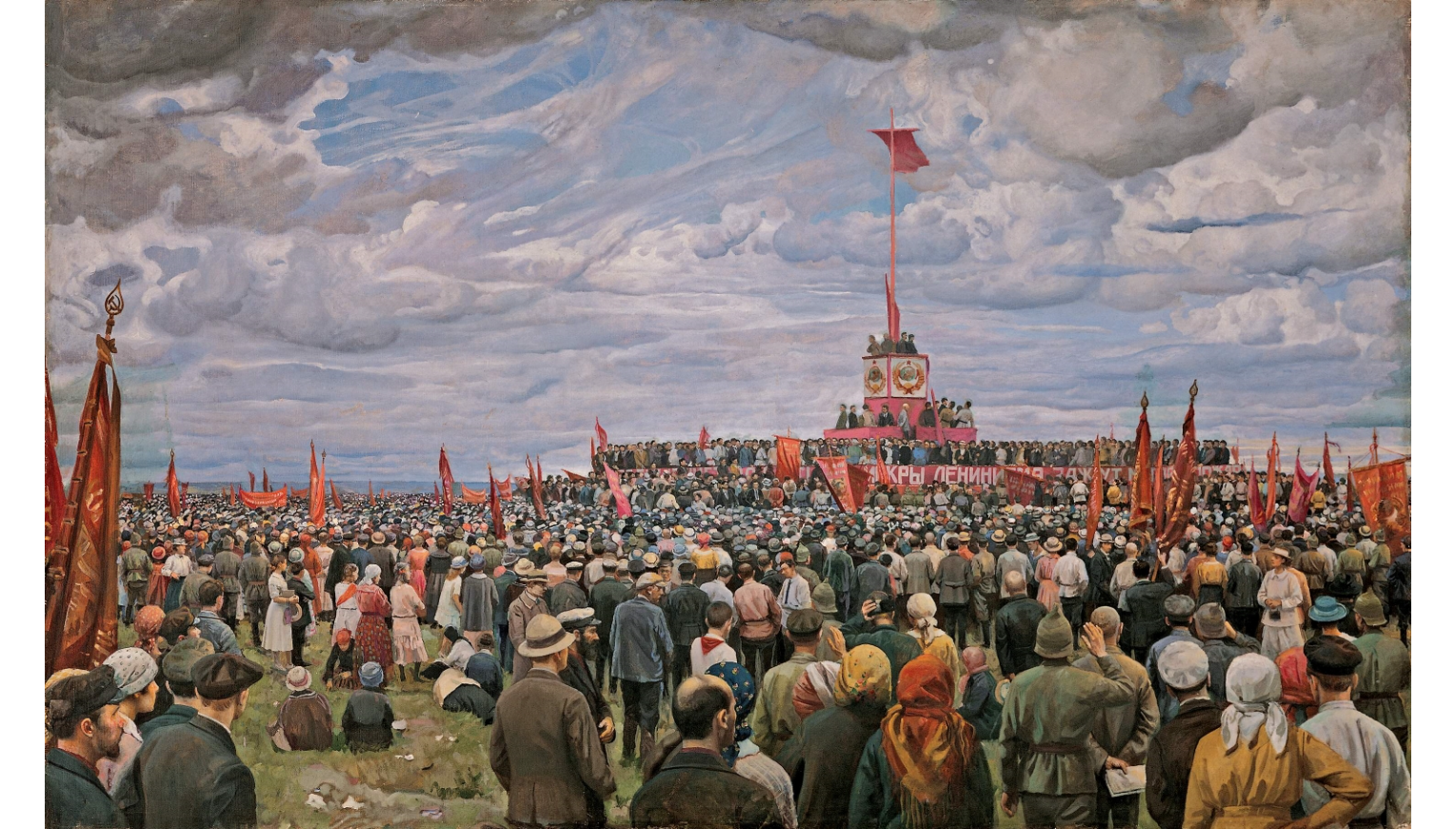
Передача знамени парижских коммунаров московским рабочим на Ходынке в Москве (И. И. Бродский, 1924)

В церемонии передачи Знамени и демонстрации 6 июля на Октябрьском поле приняли участие более 400 тысяч человек. Клятвы продолжить и завершить революционную борьбу, завещанную Лениным, перед Знаменем дали более 400 тысяч человек, включая участвовавшие в конгрессе Коминтерна делегации компартий 49 стран, в том числе Георгий Димитров, Сэн Катаяма, Бела Кун, Отто Куусинен, Эрнст Тельман, Клара Цеткин, а также всё руководство и видные деятели СССР: М. И. Калинин, Ф. Э. Дзержинский, М. И. Ульянова, С. М. Киров, В. В. Куйбышев, Серго Орджоникидзе, Н. И. Подвойский, И. В. Сталин, М. В. Фрунзе, Е. М. Ярославский, выступившие на митинге с речами. Художник И. И. Бродский запечатлел это событие в картине «Передача знамени парижских коммунаров московским рабочим на Ходынке в Москве», вошедшей в коллекцию Русского музея.
В ответ партийные и рабочие организации Москвы также подарили парижским коммунистам несколько исторических красных знамён, включая знамя Московского комитета РКП(б) и боевое знамя рабочих Красной Пресни.
С этого дня охрана Знамени была поручена Московскому гарнизону Красной Армии во главе с Климом Ворошиловым. 8 июля, для отдания Знамени военных почестей, на Октябрьском поле состоялся военный парад с митингом, на котором в частности выступили Ворошилов, Фрунзе, представители трудящихся Франции и Англии. После парада Знамя с почётным эскортом отправилось в здание Московского комитета партии на Пушкинской улице, 15а. Торжества этих дней широко освещались на страницах советской и зарубежной социалистической прессы.

### Дальнейший путь Знамени
1 августа 1924 года Знамя разместили в Мавзолее Ленина, над телом Ленина.
В 1929 году, на время строительства нового Мавзолея из гранита, Знамя хранилось в зале Парижской коммуны Музея Революции СССР. В Великую Отечественную войну Знамя было эвакуировано за Урал, где сильно обветшавшая реликвия прошла реставрацию: полотнище закрепили на специальной подкладке. В 1945 году Знамя вернулось в Москву, и хранилось в Оружейной палате. В 1957 году его передали в постоянную экспозицию Центрального музея В. И. Ленина. В настоящее время оно хранится в фондах Музея В. И. Ленина, ставшего филиалом Государственного исторического музея.

## Другие знамёна Парижской коммуны
В Москве, в РГАСПИ хранится, также, знамя 67-го батальона Коммуны (фонд 654, КП-48727.ЗН-90).